# Мацика, Спиридула
Спиридула Христос Мацика (греч. Σπυριδούλα Μάτσικα; род. 1971) — греческий химик-теоретик. В 2014 году она была избрана членом Американского физического общества.

## Образование
Спиридула Христос Мацика родилась в 1971 году в Греции; она училась в Афинском национальном университете имени Каподистрии, где в 1994 году получила степень бакалавра по химии. Она получила степень доктора философии в Университете штата Огайо, окончив его в 2000 году под руководством Рассела М. Питцера. После получения докторской степени она в течение трёх лет работала научным сотрудником в Университете Джонса Хопкинса под руководством Дэвида Яркони.

## Карьера
В 2003 году она была принята на работу в Университет Темпл на должность assistant professor Колледжа науки и технологий. В 2009 году ей было присвоено звание associate professor, а в 2014 году — звание полного профессора.

## Награды и почести
В 2005 году Мацика была удостоена премии Национального научного фонда CAREER Award. В 2013 году она получила стипендию Фонда Александра фон Гумбольдта. В 2014 году она была избрана членом Американского физического общества «за вклад в понимание динамики возбужденных молекул вокруг конических пересечений и разработку метода для расчёта таких молекул на самом высоком теоретическом уровне».